# Alpine A390
Alpine A390 — компактний електрокросовер, який виробляється французьким виробником автомобілів Alpine. Представлений на Паризькому автосалоні 2024 року, його випуск почався в 2025 році.

## Опис
Alpine A390 (внутрішній код DZ110) виробляється на історичній фабриці бренду в Дьєппі . 
A390 базується на модульній платформі AmpR Medium альянсу Renault–Nissan–Mitsubishi, яка також використовується Renault Scenic E-Tech і його двоюрідним братом Nissan Ariya, від якого він також бере двигуни. 
A390 базується на модульній технічній платформі AmpR Medium альянсу Renault–Nissan–Mitsubishi, яку також використовують Renault Scenic E-Tech та його двоюрідний брат Nissan Ariya , від якої він також запозичив найпотужніший двигун.  Автомобіль оснащений двонаправленою зарядкою «транспортне засіб до мережі» (V2G).
Було анонсовано два варіанти A390: GT з потужністю 295 кВт (400 к.с.), максимальною швидкістю 200 км/год та розгоном від 0 до 100 км/год за 4,8 секунди; та GTS з потужністю 346 кВт (470 к.с.), максимальною швидкістю 220 км/год та розгоном від 0 до 100 км/год за 3,9 секунди. 
Запатентована функція «обгін», натхненна іграми, яка активується червоною кнопкою на кермі, забезпечує додаткове прискорення на десять секунд із тридцятисекундним періодом охолодження або на п'ять секунд прискорення із п'ятнадцятисекундним періодом охолодження. Кнопка також керує оптимізованою функцією запуску за допомогою перетягування. 
Інтер'єр оздоблений синьою шкірою, оснащений двома 12-дюймовими екранами та як ручним, так і екранним керуванням.

### Концепт автомобіля
11 жовтня 2024 року, як прелюдія до Паризького автосалону 2024 року, Alpine представила концепт-кар Alpine A390_β, попередника серійного Alpine A390, першого позашляховика бренду та другого електромобіля.  

Концепт має задні двері, які відкриваються в зворотному напрямку, і скляний дах. 

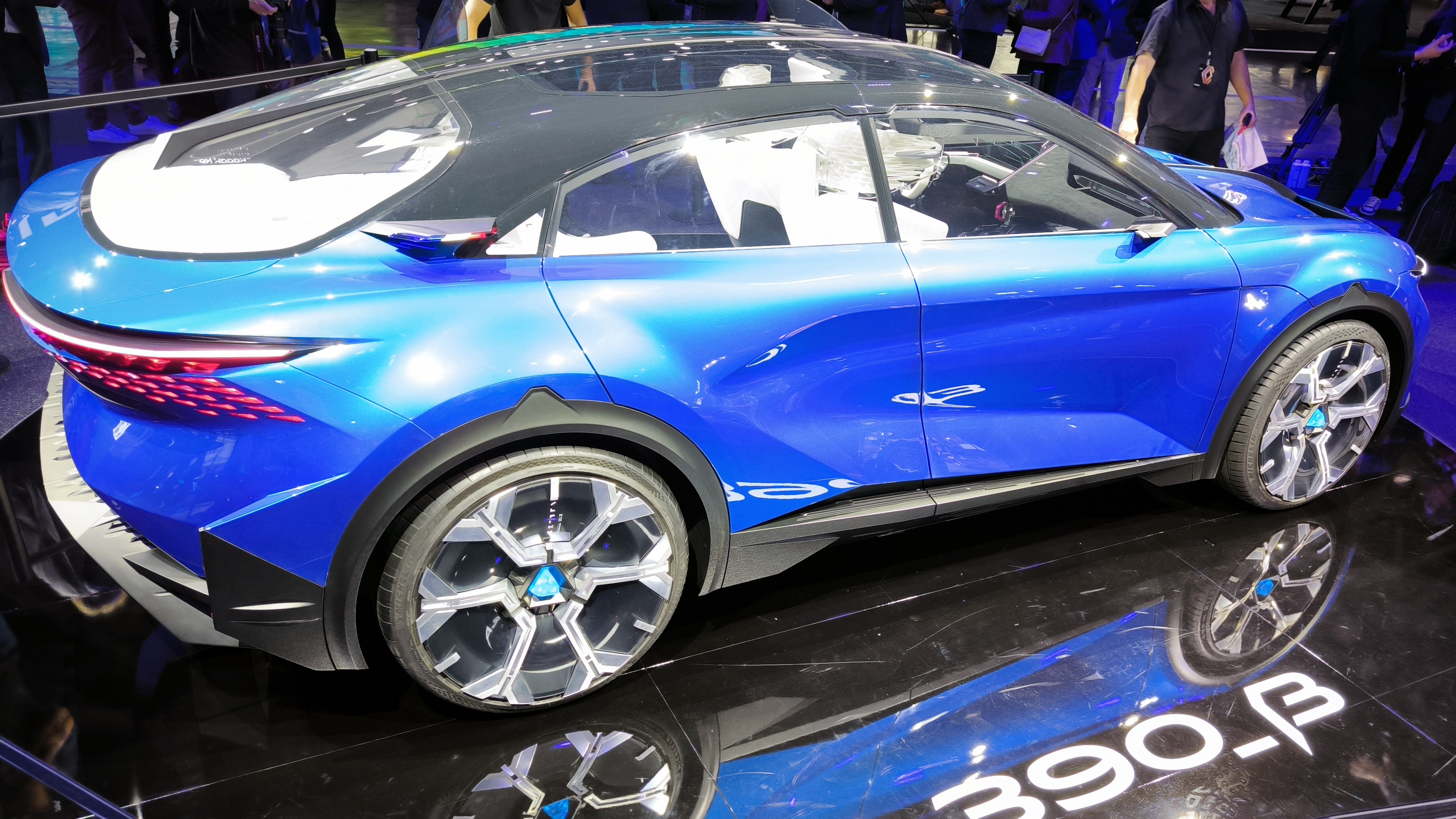
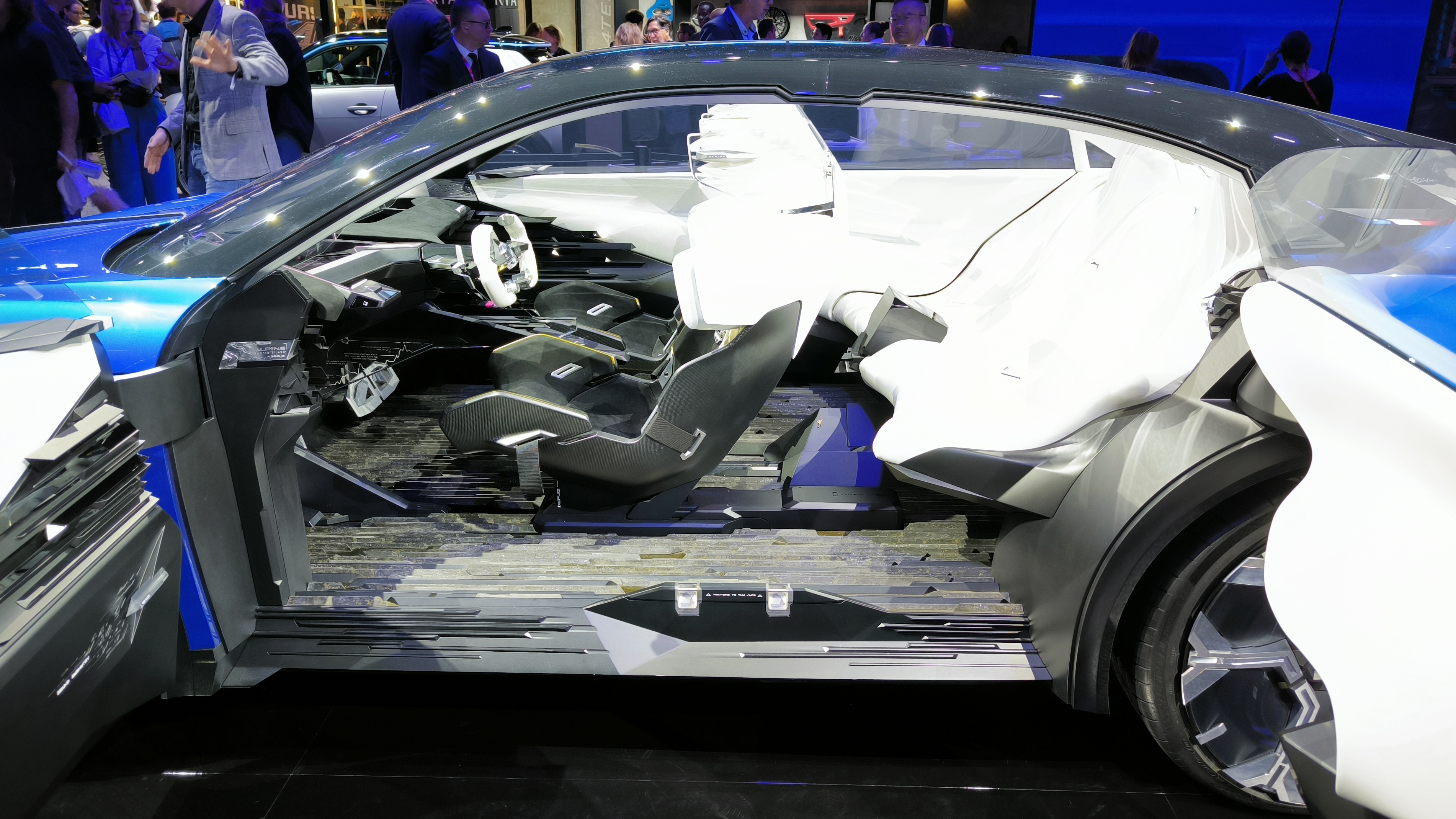